# Much Apu About Nothing
"Much Apu About Nothing" är avsnitt 23 från säsong sju av Simpsons och sändes på Fox den 5 maj 1996. I avsnittet beslutar man att man ska hålla en folkomröstning om man ska utvisa illegala invandrare. Homer är starkt för utvisningarna tills han får reda på att hans vän Apu ska utvisas. Homer bestämmer sig då för att hjälpa Apu med det amerikanska medborgarskapet. Avsnittet skrevs av David S. Cohen och regisserades av Susie Dietter. Joe Mantegna gästskådespelar i avsnittet som Fat Tony. 

## Handling
En björn börjar promenera på gatorna i Springfield och björnen skrämmer invånarna i staden trots att den verkar tam. Björnen sövs ner av polisen. Homer övertygar då Springfields invånare att de måste göra något för att få skydd från björnarna, och stadens invånare hör av sig till borgmästare Quimby om problemet. Quimby instiftar björnpatrullen, men sedan Homer upptäckt att björnpatrullen har gjort så att han får betala fem dollar mer i skatt, får han hela Springfield att bli arga över skattehöjningen. För att lugna invånarna skyller borgmästare Quimby de höga skatterna på de illegala invandrarna. Han bestämmer att man ska ordna en folkomröstning om proposition 24, vilket kan få alla illegala invandrare i Springfield att bli deporterade från staden om den går igenom.
Springfield börjar trakassera och hata alla invandrare. När Homer gör ett besök på Kwik-E-Mart får han reda på att hans vän, Apu, är en illegal invandrare. Apu förklarar att om proposition 24 går igenom måste han lämna USA, eftersom hans tillstånd upphörde att gälla för många år sedan. Apu blir rädd och är tvungen att gå till Fat Tony för att få ett falskt amerikanskt medborgarskap och på Fat Tonys råd börjar han bete sig som en amerikan, som att börja tala med amerikansk accent. Efter en tid blir Apu ledsen över vad han gjort; han har svikit sitt indiska arv. Han förstör sitt falska bevis som visade att han var en amerikansk medborgare.
Homer ser att Apu är ledsen och bestämmer sig för att hjälpa honom. Lisa upptäcker att Apu inte behöver lämna landet om han kan klara det amerikanska medborgarskapstestet som han har rätt att göra. Homer börjar lära Apu hela USA:s historia. Apu visar sig redan ha goda kunskaper om USA, och Homer visar sig vara en dålig lärare och berättar felaktigheter för Apu. Apu somnar efter en stund av allt studerande och då han vaknar har han glömt bort allt som Homer lärt honom, till Lisas glädje.
Apu gör sedan sitt prov, och eftersom han visar sig kunna mycket om USA:s historia klarar han testet och blir amerikansk medborgare. I familjen Simpsons trädgård håller man en fest för Apu, där Homer berättar för sina gäster hur hemskt det skulle vara om invandrarna deporterades och ber sina vänner att rösta nej till förslaget. Röstningen genomförs och 95 % av befolkningen i Springfield röstar ja för förslaget. Efter valet visar sig att bara en i Springfield ska deporteras, vaktmästare Willie.

## Produktion
"Much Apu About Nothing" skrevs av David S. Cohen och regisserades av Susie Dietter. Joe Mantegna gästskådespelar i avsnittet som Fat Tony. Inspirationen till inledningen kom från ett nyhetsinslag om att björnar börjat promenera på gatorna i södra Kalifornien då avsnittet höll på att produceras.
Enligt Bill Oakley brukar nyheter om att björnar promenerar på gator skapa hysteri om att få bort björnarna, vilket det också gör i avsnittet. Resten av avsnittet är en inspiration från proposition 187 i Kalifornien, som bestod av ett förslag om att upphäva anställningsrättigheterna och förmånerna för illegala invandrare. Cohen bestämde sig för att använda numret 24, eftersom han hade det själv på tröjan när han spelade i Little League Baseball. Det färdiga manuset för avsnittet var mycket likt Cohen första utkast. Avsnittet gjordes eftersom Bill Oakley, och Josh Weinstein ville göra några avsnitt varje säsong om sidokaraktärerna och i avsnittet avslöjas Apus ursprung.

## Kulturella referenser
Titeln är en parodi på Mycket väsen för ingenting. Från början skulle avsnittet heta "The Anti-Immigrant Song", som en parodi på "Immigrant Song".

## Mottagande
Avsnittet "Much Apu About Nothing" hamnade på plats 49 över mesta sedda program under veckan med en Nielsen ratings på 8.2 och det fjärde mest sedda på Fox under veckan.
I DVD Movie Guide skriver Colin Jacobson att det är ovanligt att en TV-serie handlar om främlingsfientlighet och anser att delen med björnarna var den bästa. Delen som handlar om invandrarna är också bra gjord anser han. Jennifer Malkowski på DVD Verdict anser att den bästa delen av avsnittet vara när Homer försöker lära Apu den amerikanska historien och gav avsnittet betyg B+. Matt Groening anser att avsnittet är den tredje bästa i seriens historia. Dave Foster från DVD Times anser att avsnittet är ett av säsongens tråkigaste, mest eftersom Apu inte är en tillräckligt stor karaktär för att man ska fokusera ett helt avsnitt på honom.
Avsnittet har studerats på University of California Berkeley, för att behandla frågor om produktionen och mottagandet av kulturföremål, i detta fall i en satirisk tecknad show. Studien omfattar vad man försöker berätta för publiken, för det amerikanska och andra samhällen, samt vilka aspekter av det amerikanska samhället som behandlas i avsnittet samt hur satiren förmedlas i avsnittet.